# Llano Largo, Chiapas
Llano Largo är en ort i Mexiko.   Den ligger i kommunen Tonalá och delstaten Chiapas, i den sydöstra delen av landet, 700 km sydost om huvudstaden Mexico City. Llano Largo ligger 13 meter över havet och antalet invånare är 531.
Terrängen runt Llano Largo är platt. Runt Llano Largo är det ganska glesbefolkat, med 50 invånare per kvadratkilometer. Närmaste större samhälle är Tonalá, 8,6 km nordost om Llano Largo. Omgivningarna runt Llano Largo är en mosaik av jordbruksmark och naturlig växtlighet.